# Callisto
Callisto er en måne i kredsløb om planeten Jupiter. Den er den tredjestørste måne i Solsystemet, og blev opdaget sammen med de øvrige tre galileiske måner, Io, Europa og Ganymedes, den 7. januar 1610 af Galileo Galilei. Månen er navngivet efter Kallisto fra den græske mytologi, om end dette navn først vandt udbredelse fra midten af det 20. århundrede — indtil da refererede faglitteraturen til Callisto som Jupiter-IV (IV som i romertallet 4; Jupiters 4. måne talt "indefra").

## Callistos indre
Callistos overflade består af et ca. 200 kilometer tykt lag af vandig is oven på et mere end 10 kilometer dybt "hav" af "saltvand". Retningen af Callistos magnetfelt styres af baggrunds-magnetfeltet fra Jupiter, hvilket tyder på et lag af elektrisk ledende, flydende materiale inde i Callisto.
Under dette ishav findes en sammenpresset blanding af ca. 40% is og 60% klipper og jern, med lidt mere is i de yderste dele end inde ved kernen, i og med at sten og jern synker til bunds i blandingen med is. Dette giver i øvrigt Callisto den laveste massefylde blandt de galileiske måner. Man mener, at Saturn-månen Titan og Neptun-månen Triton har en lignende opbygning.

## Overflade
I modsætning til "nabo-månen" Ganymedes med dens komplekse landskaber, er der ikke meget, der tyder på, at Callisto har pladetektonik. Selv om de to måner består af de samme stoffer, har Callisto helt tydeligt en meget simplere "geologi" end Ganymedes. Callisto er muligvis et godt "bud" på, hvordan de andre galileiske måner har set ud tidligt i deres historie.
Is-overfladen uden geologisk aktivitet gør, at der ikke er meget andet end kratre på Callisto — flere end på nogen anden måne. Der er ingen høje bjerge eller store kratre, for de bliver udvisket af at is-overfladen "flyder" ganske langsomt. Dog kan man finde nogle store ringformede plateauer, som er resterne af store, gamle kratre. To af disse kaldes Valhalla og Asgard.
Et interessant overfladetræk ved Callisto er en helt lige række af kratre, kaldet Gipul Catena. Man mener, at de skyldes brudstykkerne af et legeme, der blev revet i stykker af tidevandskræfterne, inden det ramte overfladen, ligesom det skete for kometen Shoemaker-Levy 9, inden den ramte Jupiter.

## Atmosfære
Callisto har en ganske tynd atmosfære af carbonmonooxid.